# Jacques Loussier
Jacques Loussier, född 26 oktober 1934 i Angers i Maine-et-Loire, död 5 mars 2019 i Blois i Loir-et-Cher, var en fransk pianist och kompositör som bland annat arrangerat Johann Sebastian Bachs musik på ett jazzliknande sätt.
Loussier började spela piano tio år gammal. När han var sexton skrev han in sig vid Conservatoire National de Musique, där han också började komponera.
År 1959 startade han trion Play Bach tillsammans med Christian Garros och Pierre Michelot. De utnyttjade Johann Sebastian Bachs musik som grund för jazzimprovisation. Trion spelade tillsammans i nitton år och sålde sex miljoner skivor.
Efter trion bröt upp drog sig Loussier tillbaka till sitt hem i Provence, där han även startade en inspelningsstudio. Han gjorde egna studioinspelningar där han också arbetade med andra musiker som Pink Floyd, Elton John, Sting och Yes.
År 1985 – tre hundra år efter Bachs födelse, startade Loussier Play Bach Trio igen med nya medlemmar, André Arpino på trummor och Vincent Charbonnier på bas. Under de senaste åren har han spelat in flera nya verk av tonsättare som Erik Satie, Claude Debussy, Maurice Ravel, Antonio Vivaldi och Frédéric Chopin.

## Inspelningar med Loussier Trio
- 1959 – Play Bach No. 1 (Decca SS 40 500)
- 1959 – Play Bach No. 2 (Decca SSL 40 502)
- 1959 – Play Bach No. 3 (Decca SSL 40 507)
- 1962 – Jacques Loussier Joue Kurt Weill (RCA 430-071)
- 1963 – Play Bach No. 4 (Decca SSL 40.516)
- 1964 – Play Bach No. 5 (Decca SSL 40.205 S)
- 1965 – Play Bach aux Champs Élysées (Decca Coffret, two albums, SSL40.148)
- 1972 – Dark of the Sun (MGM SE-4544ST)
- 1973 – Jacques Loussier Trio 6 Master Pieces (Philips 6321-100)
- 1974 – Jacques Loussier at the Royal Festival Hall (Philips 6370 550 D)
- 1974 – Jacques Loussier et le Royal Philharmonic Orchestra (Decca PFS 4176)
- 1979 – Pulsion (CBS 84078)
- 1979 – Pulsion sous la mer (Decca 844 060-2)
- 1982 – Pagan Moon (CBS CB271)
- 1985 – The Best of Play Bach (Start STL6)
- 1986 – Bach to the Future (Start CD SCD2)
- 1987 – Jacques Loussier Live in Japan (King Records Japan CD original Live K32Y 6172)
- 1987 – Bach to Bach (Start CD Original Live in Japan SMCD 19)
- 1988 – Brandenburg Concertos (Limelight-Japan CD 844 058-2, Decca Record Company)
- 1988 – The Greatest Bach Partita No.1 in B Flat Major BWV 825 – Orchestral Suite No. 2 in B Minor BWV 1067 (Limelight CD 844 059-2, Decca Record Company)
- 1990 – Lumières Messe Baroque du 21ième siècle (Decca CD 425217-2)
- 1993 – Play Bach 93 Volume 2 (Note Productions CD 437000-3)
- 1993 – Play Bach 93 Volume 1 (Note Productions CD 437000-2)
- 1994 – Play Bach Aujourd'hui Les Thèmes en Ré (Note Productions CD 437000-4)
- 1995 – Jacques Loussier Plays Bach (Telarc), Compilation "Play Bach 93" et "Les Thèmes en Ré" (Note Productions)
- 1996 – Lumières Messe Baroque du 21ième siècle (Note Productions CD 43707)
- 1997 – Jacques Loussier Plays Vivaldi (Telarc CD 83417)
- 1998 – Satie (Telarc CD 83431)
- 1999 – Ravel's Bolero (Telarc CD 83466)
- 2000 – Bach Book 40th Anniversary (Telarc CD 83474), Compilation "Play Bach 93"
- 2000 – Bach's Goldberg Variations (Telarc CD 83479)
- 2000 – Plays Debussy (Telarc CD 83511)
- 2000 – Play Bach No. 1 (Decca 157 561–2)
- 2000 – Play Bach No. 2 (Decca 157 562–2)
- 2000 – Play Bach No. 3 (Decca 157 892–2)
- 2000 – Play Bach No. 4 (Decca 157 893–2)
- 2000 – Play Bach aux Champs Élysées (Decca)
- 2000 – Play Bach No. 5 (Decca 159 194–2)
- 2001 – Baroque Favorites. Jazz Improvisations: Works by Handel, Marais, Scarlatti, Marcello, Albinoni (Telarc CD 83516)
- 2002 – Handel: Water Music & Royal Fireworks (Telarc CD 83544)
- 2003 – Beethoven: Allegretto from Symphony No. 7: Theme and Variations (Telarc CD-83580)
- 2004 – Impressions of Chopin's Nocturnes (Telarc CD-83602)
- 2004 – The Best of Play Bach (Telarc SACD-63590)
- 2005 – Mozart Piano Concertos 20/23 (Telarc CD-83628)
- 2006 – Bach: The Brandenburgs (Telarc CD-83644)
- 2007 – Jacques Loussier Plays Bach – Encore! (Telarc 83671-25)
- 2009 – Jacques Loussier Plays Bach: The 50th Anniversary Recording (Telarc 83693-25)
- 2011 – Schumann: Kinderszenen (Scenes From Childhood) (Telarc TEL-32270-02)
- 2014 – My Personal Favorites: The Jacques Loussier Trio plays Bach  (Telarc TEL-35319-02)
- 2014 – Beyond Bach, Other Composers I Adore  (Telarc TEL-35342-02)

## Inspelningar med Jacques Loussier som soloartist
- 2014 – Violin Music: Concerto No. 1; Concerto No. 2 (Naxos 8.573200)